# Leonid Pàssetxnik
Leonid Ivànovitx Pàssetxnik (rus: Леонид Иванович Пасечник, ucraïnès: Леонід Іванович Пасічник) (Voroixílovgrad, 15 de març de 1970) és un militar i polític independentista de Luhansk, president de la República Popular de Luhansk des de 2017, el primer any de forma interina. També va exercir de ministre de Seguretat de l'Estat de la RPL entre 2014 i 2017.

## Biografia
El seu pare va treballar en aplicació de la llei, al Departament contra l'apropiació indeguda de béns socialistes de la Unió Soviètica (OBKhSS), durant 26 anys. L'any 1975 la família es va traslladar a Magadan, a l'Extrem Orient Rus, on el seu pare va estar associat a les operacions de les mines d'or.
A nivell acadèmic es va graduar a l'Institut Militar i Polític de Donetsk i va treballar per al Servei de Seguretat d'Ucraïna (SBU) a l'óblast de Luhansk com a cap d'un destacament de lluita contra les operacions de contraban i cap del destacament del districte de Stakhànov. El 15 d'agost de 2006 es va fer famós per haver interceptat grans quantitats de contraban al punt de control fronterer d'Izvarine (1,94 milions de dòlars i 7,24 milions de rubles russos), alhora que va rebutjar un suborn per principis.
El març de 2007, ja com a tinent coronel del SBU, va rebre del president ucraïnès Víktor Iúsxenko una medalla pel servei militar a Ucraïna, «per mostrar integritat i professionalitat en l'exercici del seu deure». El 2014 va fer costat dels militants prorussos, convertint-se el 9 d'octubre de 2014 en ministre de Seguretat de l'Estat de l'autoproclamada independent República Popular de Luhansk.
El 21 de novembre de 2017, homes armats amb uniformes no identificats van ocupar posicions al centre de Luhansk en el que semblava una lluita de poder entre el cap de la república Ígor Plotnitski i el ministre de l'Interior Ígor Kornet, recentment acomiadat per Plotnitski. Tres dies més tard, el lloc web dels separatistes va manifestar que Plotnitski havia dimitit «per motius de salut. Múltiples ferides de guerra, els efectes de les ferides per explosió, van passar factura». En el lloc web també es va dir que Pàssetxnik havia estat nomenat president en funcions «fins a les properes eleccions». Els mitjans russos van informar que, el 23 de novembre de 2017, Plotnitski havia fugit de la república no reconeguda cap a Rússia. El 25 de novembre, el Consell Popular de la nova república, format per 38 membres, va aprovar per unanimitat la dimissió de Plotnitski.
Pàssetxnik va declarar la seva adhesió als acords de Minsk, afirmant que «la república executarà de manera consistent les obligacions assumides en virtut d'aquests acords». El 30 de març de 2018, també va declarar: «la nostra experiència pot ajudar a totes les regions d'Ucraïna a obtenir la llibertat i la independència, i llavors podrem declarar junts una nova Ucraïna en la qual viuran lliurement representants de diferents nacionalitats i cultures». Al 2018 va ser nomenat President de la República Popular pel partit Pau per Luhansk.
L'estiu de 2019, mentre es trobava amb persones que viuen al territori independent, va manifestar que: «No vol dir que tornarem a Ucraïna. Aquesta és l'única manera d'aturar aquesta bogeria, aquesta guerra. Hauríeu d'entendre que nosaltres, com a estat sobirà, serem un estat dins de l'estat; aquest serà el nostre estatus especial».